# Todd Strange
Todd Strange é um político e executivo dos Estados Unidos. É membro do Partido Republicano e atualmente cumpre mandato como prefeito de Montgomery. Strange foi eleito prefeito após vencer uma eleição especial devido a renúncia de Bobby Bright, que havia sido eleito para a Câmara dos Representantes dos Estados Unidos. Tomou posse em 10 de março de 2009.
Antes de ser prefeito, Strange foi presidente do condado de Montgomery por quase cinco anos. Ele também atuou como presidente, CEO e co-proprietário da Blount Strange Group Automotive.